# Litargit
Litargit je ena od mineralnih oblik svinčevega(II) oksida s kemijsko formulo PbO. Je sekundaren mineral, ki nastaja z oksidacijo galenitnih rud kot skorja ali inkrustacija s tetragonalno kristalno strukturo. Mineral je dimorf ortorombskega masikota. Litargit je mehka, rdeča skorja mastnega videza z zelo visoko specifično težo (9,14-9,35).

## Zgodovina
Ime litargit izhaja iz grškega izraza λιθάργνρος [lithárgiros], s katerim je grški zdravnik Pedanij Dioskurid poimenoval  snov, ki je nastala v metalurškem procesu ločevanja svinca in srebra.
Izraz litargit se je kasneje kombiniral in uporabljal tudi za druge snovi: zlatov litargit,  na primer, je bil litargit, pomešan z rdečim svincem (Pb(II,III) oksid), srebrov litargit je bil stranski produkt ločevanja srebra in svinca, bizmutov litargit pa produkt oksidacije bizmuta. Uporabljal se je tudi kot soznačnica za beli svinec (2PbCO3•Pb(OH)2)